# Теорія відтіснених реліктів
Згідно теорії відтіснених реліктів, немає необхідності допускати існування у минулому трансокеанічних з'єднань материків. Ця теорія є одним з різновидів теорії фіксизму. Її, зокрема, дотримуються зоогеографи Ф. Даль (1923) і В. Г. Гептнер.
Випадки океанічних розривів ареалів, особливо при їх локалізації в південній півкулі, пояснюються вимиранням популяцій тварин на великих просторах і відтисненням тих, що вижили, на південь. Названі учені вважають, що минулі ареали мали свого часу з'єднання на півночі. Це цілком допустимо, якщо врахувати, що в третинний період в північній Євразії і Америці існував тропічний клімат і відповідна фауна.
По теорії фіксизму, усі материки можна зв'язати через північ (особливо  Азію з Північною Америкою), де не було широких морських проток. Таким чином, хвилі переселенців з півночі могли майже безперешкодно відступати на південь, оскільки прямі сухопутні зв'язки між Північною і Південною Америкою, Азією і Африкою, Азією і Північною Америкою і навіть Азії з Австралією дійсно мали місце ще на початку льодовикового періоду.
На питання, чому відбувався такий рух древніх форм тварин з півночі на південь, спробував відповісти Ф. Даль (1923). Він стверджує, що північні материки (Євразія і Північна Америка) були тим основним центром, з якого фауни, що вже склалися, хвилями розселялися на південь. Кожна подальша хвиля складалася з більше еволюційно молодих і просунутих форм. Під їх натиском відступали на південь примітивні і архаїчні тварини і рослини, що виникли раніше. Відбувалося витіснення одних фаун іншими. Але це не було простим переміщенням. Багато архаїчних видів і груп на півночі просто вимирали, від інших залишалися одиничні представники, що перейшли на положення реліктів, третім же вдавалося мігрувати далеко на південь, знайти там відповідні умови існування і дати початок новим формам, ряд яких процвітає і у наш час. Погляди Даля дістали назву теорії відтиснення.
Про те, що зникнення архаїчних груп на більшій частині колишнього ареалу мало місце, свідчать палеонтологічні знахідки на території Євразії і Північної Америки. У шарах ранньотретинного (палеогенового) віку там виявлено сумчасті і лемури з ссавців, родичі знаменитої гатерії з рептилій та ін. Як відомо, ці групи тварин дожили до наших днів в Австралії, на Мадагаскарі, Новій Зеландії, в Південній Америці і в інших частинах південної півкулі. Вони не лише дожили, але багато хто з них, випробувавши адаптивну радіацію, утворив цілий ряд екологічно різноманітних родів і видів. Прикладом можуть служити австралійські сумчасті звірі.

## Ресурси Інтернету
- Ястребов С. Митохондриальный геном подтверждает родство тритонов с разных концов Евразии [Архівовано 3 липня 2015 у Wayback Machine.]
- Ye Jiang, Ziyuan Li, Jiabin Liu, Yan Li, Qingyong Ni, Yongfang Yao, Huailiang Xu, Ying Li, Mingwang Zhang. The complete mitochondrial genome sequence of Tylototriton taliangensis (Amphibia: Caudata) // Mitochondrial DNA. — 2015. — P. 1-2. — DOI:10.3109/19401736.2015.1041132.

## Виноски
1. ↑   Гептнер В. Г. Общая зоогеография. — М., 1936.